# Tipula ruidoso
Tipula ruidoso är en tvåvingeart som beskrevs av Alexander 1946. Tipula ruidoso ingår i släktet Tipula och familjen storharkrankar. Inga underarter finns listade i Catalogue of Life.